# Goldene Himbeere 2006
Die Goldene Himbeere 2006 (engl.: 26th Golden Raspberry Awards) wurde am 4. März 2006, dem Vorabend der Oscarverleihung, im Ivar Theatre in Hollywood, Kalifornien verliehen.
„Erfolgreichster“ Film der Preisverleihung 2006 wurde mit Preisen in den Kategorien „Schlechtestes Drehbuch“, „Schlechtester Regisseur“, „Schlechteste Hauptdarstellerin“ und „Schlechtester Film“ Dirty Love.

## Preisträger und Nominierte
Es folgt die komplette Liste der Preisträger und Nominierten.
| Kategorien                                  | Nominierte |
| ------------------------------------------- | --- |
| Schlechtester Film                          | John Mallory Asher, BJ Davis, Rod Hamilton, Kimberly Kates, Michael Manasseri, Jenny McCarthy und Trent Walford – Dirty Love                            |
| Schlechtester Film                          | Susan Downey, Joel Silver und Robert Zemeckis – House of Wax                                                                                            |
| Schlechtester Film                          | Bill Gerber – Ein Duke kommt selten allein (The Dukes of Hazzard)                                                                                       |
| Schlechtester Film                          | Erica Huggins und Scott Kroopf – Die Maske 2: Die nächste Generation (Son of the Mask)                                                                  |
| Schlechtester Film                          | Adam Sandler und Rob Schneider – Deuce Bigalow: European Gigolo                                                                                         |
| Schlechtester Schauspieler                  | Rob Schneider – Deuce Bigalow: European Gigolo |
| Schlechtester Schauspieler                  | Tom Cruise – Krieg der Welten (War of the Worlds) |
| Schlechtester Schauspieler                  | Will Ferrell – Verliebt in eine Hexe (Bewitched) und Fußballfieber – Elfmeter für Daddy (Kicking and Screaming)                                         |
| Schlechtester Schauspieler                  | Dwayne Johnson – Doom – Der Film (Doom) |
| Schlechtester Schauspieler                  | Jamie Kennedy – Die Maske 2: Die nächste Generation (Son of the Mask)                                                                                   |
| Schlechteste Schauspielerin                 | Jenny McCarthy – Dirty Love |
| Schlechteste Schauspielerin                 | Jessica Alba – Fantastic Four und Into the Blue |
| Schlechteste Schauspielerin                 | Hilary Duff – Im Dutzend billiger 2 – Zwei Väter drehen durch (Cheaper by the Dozen 2) und The Perfect Man                                              |
| Schlechteste Schauspielerin                 | Jennifer Lopez – Das Schwiegermonster (Monster in Law)                                                                                                  |
| Schlechteste Schauspielerin                 | Tara Reid – Alone in the Dark |
| Schlechtester Nebendarsteller               | Hayden Christensen – Star Wars: Episode III – Die Rache der Sith (Star Wars Episode III Revenge of the Sith)                                            |
| Schlechtester Nebendarsteller               | Alan Cumming – Die Maske 2: Die nächste Generation (Son of the Mask)                                                                                    |
| Schlechtester Nebendarsteller               | Bob Hoskins – Die Maske 2: Die nächste Generation (Son of the Mask)                                                                                     |
| Schlechtester Nebendarsteller               | Eugene Levy – Im Dutzend billiger 2 – Zwei Väter drehen durch (Cheaper by the Dozen 2) und Cool & Fool – Mein Partner mit der großen Schnauze (The Man) |
| Schlechtester Nebendarsteller               | Burt Reynolds – Ein Duke kommt selten allein (The Dukes of Hazzard) und Spiel ohne Regeln (The Longest Yard)                                            |
| Schlechteste Nebendarstellerin              | Paris Hilton – House of Wax |
| Schlechteste Nebendarstellerin              | Carmen Electra – Dirty Love |
| Schlechteste Nebendarstellerin              | Katie Holmes – Batman Begins |
| Schlechteste Nebendarstellerin              | Ashlee Simpson – Undiscovered |
| Schlechteste Nebendarstellerin              | Jessica Simpson – Ein Duke kommt selten allein (The Dukes of Hazzard)                                                                                   |
| Schlechteste Filmpaarung                    | Will Ferrell und Nicole Kidman – Verliebt in eine Hexe (Bewitched)                                                                                      |
| Schlechteste Filmpaarung                    | Jamie Kennedy und Jeder, der die Leinwand mit ihm teilen muss – Die Maske 2: Die nächste Generation (Son of the Mask)                                   |
| Schlechteste Filmpaarung                    | Jenny McCarthy und Jedermann – Dirty Love |
| Schlechteste Filmpaarung                    | Rob Schneider und seine Windeln – Deuce Bigalow: European Gigolo                                                                                        |
| Schlechteste Filmpaarung                    | Jessica Simpson und ihre "Daisy Dukes" – Ein Duke kommt selten allein (The Dukes of Hazzard)                                                            |
| Schlechteste Neuverfilmung oder Fortsetzung | Erica Huggins und Scott Kroopf – Die Maske 2: Die nächste Generation (Son of the Mask)                                                                  |
| Schlechteste Neuverfilmung oder Fortsetzung | Susan Downey, Joel Silver und Robert Zemeckis – House of Wax                                                                                            |
| Schlechteste Neuverfilmung oder Fortsetzung | Nora Ephron, Penny Marshall und Douglas Wick – Verliebt in eine Hexe (Bewitched)                                                                        |
| Schlechteste Neuverfilmung oder Fortsetzung | Bill Gerber – Ein Duke kommt selten allein (The Dukes of Hazzard)                                                                                       |
| Schlechteste Neuverfilmung oder Fortsetzung | Adam Sandler und Rob Schneider – Deuce Bigalow: European Gigolo                                                                                         |
| Schlechteste Regie                          | John Mallory Asher – Dirty Love |
| Schlechteste Regie                          | Uwe Boll – Alone in the Dark |
| Schlechteste Regie                          | Jay Chandrasekhar – Ein Duke kommt selten allein (The Dukes of Hazzard)                                                                                 |
| Schlechteste Regie                          | Nora Ephron – Verliebt in eine Hexe (Bewitched) |
| Schlechteste Regie                          | Lawrence Guterman – Die Maske 2: Die nächste Generation (Son of the Mask)                                                                               |
| Schlechtestes Drehbuch                      | Jenny McCarthy – Dirty Love |
| Schlechtestes Drehbuch                      | Delia Ephron, Nora Ephron und Adam McKay – Verliebt in eine Hexe (Bewitched)                                                                            |
| Schlechtestes Drehbuch                      | David Garrett, Rob Schneider und Jason Ward – Deuce Bigalow: European Gigolo                                                                            |
| Schlechtestes Drehbuch                      | Lance Khazei – Die Maske 2: Die nächste Generation (Son of the Mask)                                                                                    |
| Schlechtestes Drehbuch                      | John O'Brien – Ein Duke kommt selten allein (The Dukes of Hazzard)                                                                                      |
| Nervendste Zielscheibe der Klatschpresse    | Tom Cruise, Katie Holmes, Oprah Winfreys Couch, der Eiffelturm und „Tom’s Baby“                                                                         |
| Nervendste Zielscheibe der Klatschpresse    | Tom Cruise für seinen Feldzug gegen Psychiater |
| Nervendste Zielscheibe der Klatschpresse    | Paris Hilton und wer auch immer |
| Nervendste Zielscheibe der Klatschpresse    | Mr. und Mrs. Britney, ihr Baby und ihr Camcorder |
| Nervendste Zielscheibe der Klatschpresse    | Die Simpsons: Ashlee, Jessica und Nick |